# Lambda Caeli
Lambda Caeli (13 Caeli) é uma estrela na direção da constelação de Caelum. Possui uma ascensão reta de 04h 43m 44.26s e uma declinação de −41° 03′ 53.3″. Sua magnitude aparente é igual a 6.24. Considerando sua distância de 652 anos-luz em relação à Terra, sua magnitude absoluta é igual a −0.27. Pertence à classe espectral K3/K4III.